# Đấu vật chuyên nghiệp
Đấu vật chuyên nghiệp hay Đấu vật biểu diễn là một hình thức biểu diễn thể thao được dàn dựng, lấy cảm hứng từ các môn thể thao đối kháng có tính cạnh tranh. Đấu vật chuyên nghiệp diễn ra dưới dạng các trận đấu đối kháng trực tiếp, áp dụng nhiều phong cách chiến đấu khác nhau như vật cổ điển, catch wrestling và nhiều loại hình võ thuật khác. Đôi khi các trận đấu cũng sử dụng cả vũ khí.